# Серебряково (Казахстан)
Серебряко́во (каз. Серебряков) — село у складі Уральської міської адміністрації Західноказахстанської області Казахстану. Входить до складу Круглоозернівської селищної адміністрації.
Населення — 1367 осіб (2021; 1339 у 2009, 1034 у 1999, 1101 у 1989).